# Maynard Victor Olson
Maynard Victor Olson (Washington, D.C., 2 de outubro de 1943) é um professor de genoma e medicina da Universidade de Washington. Especialista em genética de fibrose cística, é um dos fundadores do Projeto Genoma Humano.  

## Prêmios e honrarias
- 1992 Medalha Genetics Society of America
- 2002 Prêmio Internacional da Fundação Gairdner,[2]
- 2007 Prêmio Gruber de Genética. ($500,000) [3]